# Скотт (Арканзас)
Скотт (англ. Scott) — статистически обособленная местность, расположенная в округе Лонок (штат Арканзас, США) с населением в 94 человека по статистическим данным переписи 2000 года.

## География
По данным Бюро переписи населения США статистически обособленная местность Скотт имеет общую площадь в 15,8 квадратных километров, из которых 15,54 кв. километров занимает земля и 0,26 кв. километров — вода. Площадь водных ресурсов округа составляет 1,65 % от всей его площади.
Статистически обособленная местность Скотт расположена на высоте 76 метров над уровнем моря.

## Демография
По данным переписи населения 2000 года в Скотте проживало 94 человека, 29 семей, насчитывалось 40 домашних хозяйств и 46 жилых домов. Средняя плотность населения составляла около 6,1 человека на один квадратный километр. Расовый состав Скотта по данным переписи распределился следующим образом: 64,89 % белых, 34,04 % — чёрных или афроамериканцев, 1,06 % — представителей смешанных рас.
Из 40 домашних хозяйств в 30,0 % — воспитывали детей в возрасте до 18 лет, 50,0 % представляли собой совместно проживающие супружеские пары, в 20,0 % семей женщины проживали без мужей, 27,5 % не имели семей. 20,0 % от общего числа семей на момент переписи жили самостоятельно, при этом среди жителей в возрасте 65 лет отсутствовали одиночки. Средний размер домашнего хозяйства составил 2,35 человек, а средний размер семьи — 2,76 человек.
Население статистически обособленной местности по возрастному диапазону по данным переписи 2000 года распределилось следующим образом: 25,5 % — жители младше 18 лет, 6,4 % — между 18 и 24 годами, 26,6 % — от 25 до 44 лет, 37,2 % — от 45 до 64 лет и 4,3 % — в возрасте 65 лет и старше. Средний возраст жителей составил 43 года. На каждые 100 женщин в Скотте приходилось 84,3 мужчин, при этом на каждые сто женщин 18 лет и старше приходилось 89,2 мужчин также старше 18 лет.
Средний доход на одно домашнее хозяйство в статистически обособленной местности составил 24 821 доллар США, а средний доход на одну семью — 32 321 доллар. При этом мужчины имели средний доход в 16 786 долларов США в год против 19 464 доллара среднегодового дохода у женщин. Доход на душу населения в статистически обособленной местности составил 10 912 долларов в год. Все семьи Скотта имели доход, превышающий уровень бедности.